# 사회발전지수
사회발전지수(Social Progress Imperative, SPI)는 미국의 비영리단체인 사회발전조사기구가 발표하는 지수이다.

## 같이 보기
- 경제학
- 성개발지수
- 사회지표
- 지구촌행복지수
- 인간 개발 지수
- 더 나은 삶 지수
- 심리측정학
- Where-to-be-born 인덱스
- 세계 가치관 조사